# Élections européennes de 1984 en Écosse
Des élections européennes de 1984 ont lieu le 14 juin 1984 pour élire 8 des 81 députés européens britanniques.

## Résultats
| Inscrits                | Inscrits           | Inscrits           | 3 911 128 |             |                     |                     |
| Suffrages exprimés      | Suffrages exprimés | Suffrages exprimés | 1 293 773 |             | 8 sièges à pourvoir | 8 sièges à pourvoir |
|                         |                    |                    |           |             |                     |                     |
| Liste                   | Tête de liste      |                    | Suffrages | Pourcentage | Sièges acquis       | Var.                |
| Parti travailliste      | Néant              |                    | 526 066   | 40,66 %     | 5 / 8               | + 3                 |
| Parti conservateur      | Néant              |                    | 332 771   | 25,72 %     | 2 / 8               | - 3                 |
| SNP                     | Néant              |                    | 230 594   | 17,82 %     | 1 / 8               | =                   |
| SDP - Alliance libérale | Néant              |                    | 201 782   | 15,6 %      | 0 / 8               | =                   |
| Parti écologiste        | Néant              |                    | 2 560     | 0,2 %       | 0 / 8               |                     |

## Par circonscription

### Glasgow
| Candidats                      | Candidats                      | Partis                         | Voix    | %    | +/−  |
| ------------------------------ | ------------------------------ | ------------------------------ | ------- | ---- | ---- |
|                                | Janey Buchan                   | Parti travailliste             | 91 015  | 59,2 | 10,2 |
|                                | S.C. Chadd                     | Parti conservateur             | 25 282  | 16,5 | 10,8 |
|                                | C.M. Mason                     | Parti libéral                  | 20 867  | 13,6 | 6,3  |
|                                | N.M.T.M. MacLeod               | Parti national écossais        | 16 456  | 10,7 | 5,7  |
| Total (Participation : 29,6 %) | Total (Participation : 29,6 %) | Total (Participation : 29,6 %) | 153 620 | 100  |      |

### Highlands and Islands
| Candidats                      | Candidats                      | Partis                         | Voix    | %    | +/−  |
| ------------------------------ | ------------------------------ | ------------------------------ | ------- | ---- | ---- |
|                                | Winnie Ewing                   | Parti national écossais        | 49 410  | 41,8 | 7,8  |
|                                | D.R. Johnston                  | Parti libéral                  | 33 133  | 28,1 | 2,6  |
|                                | D. Webster                     | Parti conservateur             | 18 847  | 16,0 | 10,1 |
|                                | J.M.M. MacArthur               | Parti travailliste             | 16 644  | 14,1 | 4,9  |
| Total (Participation : 38,4 %) | Total (Participation : 38,4 %) | Total (Participation : 38,4 %) | 118 034 | 100  |      |

### Lothians
| Candidats                      | Candidats                      | Partis                         | Voix    | %    | +/− |
| ------------------------------ | ------------------------------ | ------------------------------ | ------- | ---- | --- |
|                                | David Martin                   | Parti travailliste             | 74 989  | 40,4 | 7,8 |
|                                | I.J. Henderson                 | Parti conservateur             | 49 065  | 26,5 | 9,1 |
|                                | Dickson Mabon                  | Parti social-démocrate         | 36 636  | 19,7 |     |
|                                | D.J.D. Stevenson               | Parti national écossais        | 22 331  | 12,0 | 4,0 |
|                                | L.M. Hendry                    | Parti écologiste               | 2 560   | 1,4  |     |
| Total (Participation : 35,3 %) | Total (Participation : 35,3 %) | Total (Participation : 35,3 %) | 185 581 | 100  |     |

### Mid Scotland and Fife
| Candidats                      | Candidats                      | Partis                         | Voix    | %    | +/−  |
| ------------------------------ | ------------------------------ | ------------------------------ | ------- | ---- | ---- |
|                                | Alex Falconer                  | Parti travailliste             | 80 038  | 42,6 | 11,4 |
|                                | John Purvis                    | Parti conservateur             | 52 872  | 28,2 | 6,9  |
|                                | Janette Jones                  | Parti national écossais        | 30 511  | 16,3 | 7,8  |
|                                | A.A.I. Wedderburn              | Parti social-démocrate         | 24 220  | 12,9 |      |
| Total (Participation : 35,5 %) | Total (Participation : 35,5 %) | Total (Participation : 35,5 %) | 187 641 | 100  |      |

### North East Scotland
| Candidats                      | Candidats                      | Partis                         | Voix    | %    | +/− |
| ------------------------------ | ------------------------------ | ------------------------------ | ------- | ---- | --- |
|                                | James Provan                   | Parti conservateur             | 53 809  | 34,2 | 1,2 |
|                                | Frank Doran                    | Parti travailliste             | 44 648  | 28,4 | 4,2 |
|                                | D. Hood                        | Parti national écossais        | 33 448  | 21,2 | 2,9 |
|                                | I.G. Phillip                   | Parti social-démocrate         | 25 490  | 16,2 |     |
| Total (Participation : 28,7 %) | Total (Participation : 28,7 %) | Total (Participation : 28,7 %) | 157 395 | 100  |     |

### South of Scotland
| Candidats                      | Candidats                      | Partis                         | Voix    | %    | +/− |
| ------------------------------ | ------------------------------ | ------------------------------ | ------- | ---- | --- |
|                                | Alasdair Hutton                | Parti conservateur             | 60 843  | 37,0 | 6,0 |
|                                | R.S. Stewart                   | Parti travailliste             | 57 706  | 35,1 | 7,4 |
|                                | Mrs. E.M. Buchanan             | Parti libéral                  | 23 598  | 14,4 | 3,6 |
|                                | I.R. Goldie                    | Parti national écossais        | 22 242  | 13,5 | 5,0 |
| Total (Participation : 33,9 %) | Total (Participation : 33,9 %) | Total (Participation : 33,9 %) | 164 389 | 100  |     |

### Strathclyde East
| Candidats                      | Candidats                      | Partis                         | Voix    | %    | +/−  |
| ------------------------------ | ------------------------------ | ------------------------------ | ------- | ---- | ---- |
|                                | Ken Collins                    | Parti travailliste             | 90 792  | 58,6 | 8,8  |
|                                | G.A. Leslie                    | Parti national écossais        | 27 330  | 17,6 | 3,1  |
|                                | P.R. Leckie                    | Parti conservateur             | 24 857  | 16,1 | 12,5 |
|                                | Mrs. P. de Seume               | Parti libéral                  | 11 883  | 7,7  | 0,6  |
| Total (Participation : 31,1 %) | Total (Participation : 31,1 %) | Total (Participation : 31,1 %) | 154 862 | 100  |      |

### Strathclyde West
| Candidats                      | Candidats                      | Partis                         | Voix    | %    | +/− |
| ------------------------------ | ------------------------------ | ------------------------------ | ------- | ---- | --- |
|                                | Hugh McMahon                   | Parti travailliste             | 70 234  | 40,8 | 3,6 |
|                                | Miss J.A.H. Lait               | Parti conservateur             | 47 196  | 27,4 | 9,8 |
|                                | Mrs. J.M. Herriot              | Parti national écossais        | 28 866  | 16,7 | 0,2 |
|                                | D.J. Herbison                  | Parti social-démocrate         | 25 955  | 15,1 |     |
| Total (Participation : 34,5 %) | Total (Participation : 34,5 %) | Total (Participation : 34,5 %) | 172 251 | 100  |     |

## Députés européens élus
| Circonscription       | Député sortant | Député sortant  | Député élu | Député élu      |
| --------------------- | -------------- | --------------- | ---------- | --------------- |
| Glasgow               |                | Janey Buchan    |            | Janey Buchan    |
| Highlands and Islands |                | Winnie Ewing    |            | Winnie Ewing    |
| Lothians              |                | Ian Dalziel     |            | David Martin    |
| Mid Scotland and Fife |                | John Purvis     |            | Alex Falconer   |
| North East Scotland   |                | James Provan    |            | James Provan    |
| South of Scotland     |                | Alasdair Hutton |            | Alasdair Hutton |
| Strathclyde East      |                | Ken Collins     |            | Ken Collins     |
| Strathclyde West      |                | Adam Fergusson  |            | Hugh McMahon    |